# ユライア・フェイバー
ユライア・フェイバー（Urijah Faber、1979年5月14日 - ）は、アメリカ合衆国の男性総合格闘家。カリフォルニア州アイラビスタ出身。チーム・アルファメール主宰。元WEC世界フェザー級王者。元KOTC世界バンタム級王者。UFC殿堂入り。
「ザ・カリフォルニア・キッド」のニックネームで呼ばれる。総合格闘技の軽量級人気を開拓した選手の一人と目されており、2000年代半ばから2010年代半ばにかけて軽量級の第一線で活躍し、2017年にはその功績が評価され現代部門でUFC殿堂入りを果たした。

## 来歴
カリフォルニア大学デービス校時代はレスリング部に所属し、NCAAディビジョン1で活躍。卒業後の2003年に総合格闘技デビュー。
2004年11月14日、KOTC 44のKOTC世界バンタム級（-66kg）王座決定戦でイーベン・カネシロと対戦し、パウンドで3RTKO勝ち。王座獲得に成功した。
2005年5月7日、KOTC: Mortal Sins のKOTC世界バンタム級（-66kg）タイトルマッチで挑戦者阿部裕幸と対戦し、ドクターストップで3RTKO勝ち。王座の初防衛に成功した。
2005年9月10日、Gladiator Challenge 42のGladiator Challengeバンタム級（-66kg）タイトルマッチで挑戦者タイソン・グリフィンと対戦し、カウンターの右ストレートでダウンを奪われパウンドで3RTKO負け。王座から陥落した。
2006年1月28日、TKO 24でアイヴァン・メンジバーと対戦。2Rにメンジバーが反則であるグラウンド状態の相手の頭部に蹴りを放ったため、フェイバーの失格勝ちとなった。
2006年3月17日、WEC 19のWEC世界フェザー級タイトルマッチで王者コール・エスコヴィードに挑戦し、2R終了時にコーナーストップでTKO勝ち。王座獲得に成功した。
2006年7月1日、Gladiator Challenge 51 のGladiator Challengeバンタム級（-66kg）王座決定戦で植松直哉と対戦し、パウンドで2RTKO勝ち。王座獲得に成功した。
2006年10月28日、KOTC世界バンタム級（-66kg）タイトルマッチで挑戦者ビビアーノ・フェルナンデスと対戦。肘打ちで額をカットさせ、ドクターストップで1RTKO勝ち。3度目の王座防衛に成功した。

### WEC
2007年1月20日、WEC 25のWEC世界フェザー級タイトルマッチで挑戦者ジョー・ピアソンと対戦し、パウンドで1Rギブアップ勝ち。王座の初防衛に成功した。
2007年3月24日、WEC 26のWEC世界フェザー級タイトルマッチで挑戦者ドミニク・クルーズと対戦し、ギロチンチョークで1R一本勝ち。2度目の王座防衛に成功した。
2007年6月3日、WEC 28のWEC世界フェザー級タイトルマッチで挑戦者チャンス・ファーラーと対戦し、リアネイキドチョークで1R一本勝ち。3度目の王座防衛に成功した。
2007年12月12日、WEC 31のWEC世界フェザー級タイトルマッチで挑戦者ジェフ・カランと対戦し、ギロチンチョークで2R一本勝ち。4度目の王座防衛に成功した。
2008年6月1日、WEC 34のWEC世界フェザー級タイトルマッチで挑戦者ジェンス・パルヴァーと対戦し、3-0の5R判定勝ち。5度目の王座防衛に成功した。
2008年11月5日、WEC 36のWEC世界フェザー級タイトルマッチで挑戦者マイク・トーマス・ブラウンと対戦し、右フックでダウンを奪われパウンドで1RTKO負け。5度にわたって防衛し続けた王座から陥落した。
2009年1月25日、WEC 38でジェンス・パルヴァーと再戦し、ギロチンチョークで1R一本勝ち。
2009年6月7日、WEC 41のWEC世界フェザー級タイトルマッチで王者マイク・トーマス・ブラウンと再戦。1Rに右手の甲を骨折し、テイクダウンで試合をコントロールされ0-3の5R判定負け。王座奪還に失敗した。
2010年1月10日、WEC 46でハファエル・アスンソンと対戦し、リアネイキドチョークで3R一本勝ち。サブミッション・オブ・ザ・ナイトを受賞した。
2010年4月24日、WEC 48のWECフェザー級タイトルマッチで王者ジョゼ・アルドに挑戦し、右ローキックを効かされるなど終始圧倒されて0-3の5R判定負け。王座獲得に失敗した。

### UFC
2011年3月19日、UFC初参戦となったUFC 128でエディ・ワインランドと対戦し、3-0の判定勝ち。
2011年7月2日、UFC 132のUFC世界バンタム級タイトルマッチで王者ドミニク・クルーズに挑戦し、0-3の5R判定負け。王座獲得に失敗し、約4年越しのリベンジを許したものの、ファイト・オブ・ザ・ナイトを受賞した。
2011年11月19日、UFC 139でブライアン・ボウルズと対戦し、ギロチンチョークで2R一本勝ち。サブミッション・オブ・ザ・ナイトを受賞した。
2011年12月、ドミニク・クルーズと共にリアリティ番組「The Ultimate Fighter: Live」でコーチ役に選ばれ、2012年7月7日のUFC 148でコーチ対決としてクルーズとラバーマッチを行う予定であったが、クルーズが膝を負傷し欠場。代役のヘナン・バラオンとUFC 149でUFC世界バンタム級暫定王座決定戦を行い、0-3の5R判定負け。王座獲得に失敗した。
2013年2月23日、UFC 157でバンタム級ランキング10位のアイヴァン・メンジバーと約7年振りに対戦し、リアネイキドチョークで1R一本勝ち。
2013年4月13日、The Ultimate Fighter 17 Finaleでバンタム級ランキング7位のスコット・ヨルゲンセンと対戦し、リアネイキドチョークで4R一本勝ち。
2013年12月14日、UFC　on FOX 9でバンタム級ランキング3位のマイケル・マクドナルドと対戦。2Rにギロチンチョークで一本勝ち。サブミッション・オブ・ザ・ナイトを受賞し、バンタム級4連勝となった。
2014年2月1日、UFC 169のUFC世界バンタム級タイトルマッチで王者ヘナン・バラオンと再戦し、右フックでダウンを奪われパウンドで1RTKO負け。王座獲得に失敗した。怪我で欠場したドミニク・クルーズの代役を受けての出場であった。
2014年7月5日、UFC 175でバンタム級ランキング11位のアレックス・カサレスと対戦し、リアネイキドチョークで3R一本勝ち。
2014年12月6日、UFC 181でバンタム級ランキング11位のフランシスコ・リベラと対戦し、ブルドッグチョークで2R一本勝ち。試合後、リベラがチョークの前にフェイバーによる反則のサミングがあったとレフェリーの裁定を不服とし、コミッションへ提訴するが、コミッションで審議した結果、提訴は退けられた。
2015年5月16日、UFC Fight Night: Edgar vs. Faberでフランク・エドガーと対戦し、0-3の5R判定負け。ノンタイトル戦でキャリア初の敗北となった。
2015年12月12日、UFC 194でバンタム級ランキング13位のフランキー・サエンズと対戦し、3-0の判定勝ち。
2016年6月4日、UFC 199のUFC世界バンタム級タイトルマッチで王者ドミニク・クルーズとラバーマッチを行い、0-3の5R判定負け。王座獲得に失敗した。
2016年9月10日、UFC 203でバンタム級ランキング12位のジミー・リベラと対戦し、0-3の判定負け。
2016年12月17日、引退試合となったUFC on FOX 22でブラッド・ピケットと対戦し、3-0の判定勝ち。
2019年7月13日、約2年7カ月ぶりの復帰戦となったUFC Fight Night: de Randamie vs. Laddでバンタム級ランキング15位のリッキー・シモンと対戦し、開始早々右フックでダウンを奪い、パウンドで1RTKO勝ち。パフォーマンス・オブ・ザ・ナイトを受賞した。
2019年12月14日、UFC 245でバンタム級ランキング4位のピョートル・ヤンと対戦し、左ハイキックで3RKO負け。

## 人物・エピソード
- NBAのサクラメント・キングスとスポンサー契約を結んでおり、ホームゲームが「ユライア・フェイバーの日」として開催されたことがある[5][6]。
- 地元カリフォルニア州のロサンゼルス・ドジャースとオークランド・アスレチックスの両チームで始球式を務めた[6]。

## 戦績
| 総合格闘技 戦績 | 総合格闘技 戦績 | 総合格闘技 戦績 | 総合格闘技 戦績 | 総合格闘技 戦績 | 総合格闘技 戦績 | 総合格闘技 戦績 |
| --------------- | --------------- | --------------- | --------------- | --------------- | --------------- | --------------- |
| 46 試合         | (T)KO           | 一本            | 判定            | その他          | 引き分け        | 無効試合        |
| 35 勝           | 8               | 19              | 7               | 1               | 0               | 0               |
| 11 敗           | 4               | 0               | 7               | 0               | 0               | 0               |

| 勝敗 | 対戦相手                                   | 試合結果                         | 大会名                                                                     | 開催年月日     |
|      | ヘナン・バラオン                           | 試合前                           | GFL 1                                                                      | 2025年?月??日  |
| ×    | ピョートル・ヤン                           | 3R 0:43 KO（左ハイキック）       | UFC 245: Usman vs. Covington                                               | 2019年12月14日 |
| ○    | リッキー・シモン                           | 1R 0:46 TKO（右フック→パウンド） | UFC Fight Night: de Randamie vs. Ladd                                      | 2019年7月13日  |
| ○    | ブラッド・ピケット                         | 5分3R終了 判定3-0                | UFC on FOX 22: VanZant vs. Waterson                                        | 2016年12月17日 |
| ×    | ジミー・リベラ                             | 5分3R終了 判定0-3                | UFC 203: Miocic vs. Overeem                                                | 2016年9月10日  |
| ×    | ドミニク・クルーズ                         | 5分5R終了 判定0-3                | UFC 199: Rockhold vs. Bisping 2 【UFC世界バンタム級タイトルマッチ】        | 2016年6月4日   |
| ○    | フランキー・サエンズ                       | 5分3R終了 判定3-0                | UFC 194: Aldo vs. McGregor                                                 | 2015年12月12日 |
| ×    | フランク・エドガー                         | 5分5R終了 判定0-3                | UFC Fight Night: Edgar vs. Faber                                           | 2015年5月16日  |
| ○    | フランシスコ・リベラ                       | 2R 1:34 ブルドッグチョーク       | UFC 181: Hendricks vs. Lawler 2                                            | 2014年12月6日  |
| ○    | アレックス・カサレス                       | 3R 1:09 リアネイキドチョーク     | UFC 175: Weidman vs. Machida                                               | 2014年7月5日   |
| ×    | ヘナン・バラオン                           | 1R 3:42 TKO（右フック→パウンド） | UFC 169: Barao vs. Faber 【UFC世界バンタム級タイトルマッチ】               | 2014年2月1日   |
| ○    | マイケル・マクドナルド                     | 2R 3:22 ギロチンチョーク         | UFC on FOX 9: Johnson vs. Benavidez 2                                      | 2013年12月14日 |
| ○    | ユーリ・アルカンタラ                       | 5分3R終了 判定3-0                | UFC Fight Night: Shogun vs. Sonnen                                         | 2013年8月17日  |
| ○    | スコット・ヨルゲンセン                     | 4R 3:16 リアネイキドチョーク     | The Ultimate Fighter 17 Finale                                             | 2013年4月13日  |
| ○    | アイヴァン・メンジバー                     | 1R 4:34 リアネイキドチョーク     | UFC 157: Rousey vs. Carmouche                                              | 2013年2月23日  |
| ×    | ヘナン・バラオン                           | 5分5R終了 判定0-3                | UFC 149: Faber vs. Barao 【UFC世界バンタム級暫定王座決定戦】               | 2012年7月21日  |
| ○    | ブライアン・ボウルズ                       | 2R 1:27 ギロチンチョーク         | UFC 139: Shogun vs. Henderson                                              | 2011年11月19日 |
| ×    | ドミニク・クルーズ                         | 5分5R終了 判定0-3                | UFC 132: Cruz vs. Faber 【UFC世界バンタム級タイトルマッチ】                | 2011年7月2日   |
| ○    | エディ・ワインランド                       | 5分3R終了 判定3-0                | UFC 128: Shogun vs. Jones                                                  | 2011年3月19日  |
| ○    | 水垣偉弥                                   | 1R 4:50 チョークスリーパー       | WEC 52: Faber vs. Mizugaki                                                 | 2010年11月11日 |
| ×    | ジョゼ・アルド                             | 5分5R終了 判定0-3                | WEC 48: Aldo vs. Faber 【WEC世界フェザー級タイトルマッチ】                 | 2010年4月24日  |
| ○    | ハファエル・アスンソン                     | 3R 3:49 チョークスリーパー       | WEC 46: Varner vs. Henderson                                               | 2010年1月10日  |
| ×    | マイク・トーマス・ブラウン                 | 5分5R終了 判定3-0                | WEC 41: Brown vs. Faber 2 【WEC世界フェザー級タイトルマッチ】              | 2009年6月7日   |
| ○    | ジェンス・パルヴァー                       | 1R 1:34 ギロチンチョーク         | WEC 38: Varner vs. Cerrone                                                 | 2009年1月25日  |
| ×    | マイク・トーマス・ブラウン                 | 1R 2:23 TKO（右フック→パウンド） | WEC 36: Faber vs. Brown 【WEC世界フェザー級タイトルマッチ】                | 2008年11月5日  |
| ○    | ジェンス・パルヴァー                       | 5分5R終了 判定3-0                | WEC 34: Faber vs. Pulver 【WEC世界フェザー級タイトルマッチ】               | 2008年6月1日   |
| ○    | ジェフ・カラン                             | 2R 4:34 フロントチョーク         | WEC 31: Faber vs. Curran 【WEC世界フェザー級タイトルマッチ】               | 2007年12月12日 |
| ○    | チャンス・ファーラー                       | 1R 3:19 チョークスリーパー       | WEC 28: Faber vs. Farrar 【WEC世界フェザー級タイトルマッチ】               | 2007年6月3日   |
| ○    | ドミニク・クルーズ                         | 1R 1:38 フロントチョーク         | WEC 26: Condit vs. Alessio 【WEC世界フェザー級タイトルマッチ】             | 2007年3月24日  |
| ○    | ジョー・ピアソン                           | 1R 2:31 ギブアップ（パウンド）   | WEC 25: McCullough vs. Cope 【WEC世界フェザー級タイトルマッチ】            | 2007年1月20日  |
| ○    | ビビアーノ・フェルナンデス                 | 1R 4:16 TKO（ドクターストップ）  | KOTC: All Stars 【KOTC世界バンタム級タイトルマッチ】                       | 2006年10月28日 |
| ○    | エノック・ウィルソン                       | 2R 1:01 TKO（ドクターストップ）  | FCP: Malice at Cow Palace                                                  | 2006年9月9日   |
| ○    | 植松直哉                                   | 2R 3:35 TKO（パウンド）          | Gladiator Challenge 51: Madness at the Memorial 【GCバンタム級王座決定戦】 | 2006年7月1日   |
| ○    | チャーリー・ヴァレンシア                   | 1R 3:09 チョークスリーパー       | KOTC: Predator 【KOTC世界バンタム級タイトルマッチ】                        | 2006年5月13日  |
| ○    | コール・エスコヴィード                     | 2R終了時 TKO（タオル投入）       | WEC 19: Undisputed 【WEC世界フェザー級タイトルマッチ】                     | 2006年3月17日  |
| ○    | アイヴァン・メンジバー                     | 2R 2:02 失格（グラウンドの蹴り） | TKO 24: Eruption                                                           | 2006年1月28日  |
| ○    | チャールズ・"クレイジー・ホース"・ベネット | 1R 4:38 チョークスリーパー       | Gladiator Challenge 46: Avalanche 【KOTC世界バンタム級タイトルマッチ】     | 2005年12月11日 |
| ○    | ショーン・バイアス                         | 1R 1:24 フロントチョーク         | KOTC: Execution Day 【KOTC世界バンタム級タイトルマッチ】                   | 2005年10月29日 |
| ×    | タイソン・グリフィン                       | 3R 0:05 TKO（パンチ連打）        | Gladiator Challenge 42: Summer Slam 【GCバンタム級タイトルマッチ】         | 2005年9月10日  |
| ○    | 阿部裕幸                                   | 3R 2:37 TKO（カット）            | KOTC: Mortal Sins 【KOTC世界バンタム級タイトルマッチ】                     | 2005年5月7日   |
| ○    | ダヴィド・グラナドス                       | 1R 2:13 チョークスリーパー       | Gladiator Challenge 35: Cold Fury                                          | 2005年3月13日  |
| ○    | イーベン・カネシロ                         | 3R 4:33 ギブアップ（パウンド）   | KOTC 44: Revenge 【KOTC世界バンタム級王座決定戦】                          | 2004年11月14日 |
| ○    | ラミ・ボウカイ                             | 5分2R終了 判定2-0                | KOTC 41: Relentless                                                        | 2004年9月24日  |
| ○    | デル・ホーキンス                           | 1R 3:19 TKO（パンチ連打）        | Gladiator Challenge 30 【GCバンタム級タイトルマッチ】                      | 2004年8月19日  |
| ○    | デビッド・ヴェラスケス                     | 5分3R終了 判定3-0                | Gladiator Challenge 27: FightFest 2 【GCバンタム級タイトルマッチ】         | 2004年6月3日   |
| ○    | ジョージ・アドキンス                       | 2R 2:42 TKO（タオル投入）        | Gladiator Challenge 22                                                     | 2004年2月12日  |
| ○    | ジェイ・ヴァレンシア                       | 1R 1:22 フロントチョーク         | Gladiator Challenge 20                                                     | 2003年11月13日 |

## 獲得タイトル
- Gladiator Challengeバンタム級王座（2004年）
- 第4代KOTC世界バンタム級王座（2004年）
- 第2代WEC世界フェザー級王座（2006年）
- Gladiator Challengeバンタム級王座（2006年）

## 表彰
- ブラジリアン柔術 茶帯
- UFC ファイト・オブ・ザ・ナイト（1回）
- UFC サブミッション・オブ・ザ・ナイト（2回）
- UFC殿堂入り（2017年）
- WEC ファイト・オブ・ザ・ナイト（2回）
- WEC サブミッション・オブ・ザ・ナイト（3回）
- SHERDOG 殿堂入り（2014年）

## 出演

### 映画
- ランペイジ 巨獣大乱闘（2018年） - ギャリック役

### ドラマ
- レバレッジ 〜詐欺師たちの流儀（2008年）- ローパー役

### CM
- AMPエネルギー
- MetroPCS